# Дарбишър
Да̀рбишър или Дарбишир (на английски: Derbyshire, произнася се [ˈdɑrbɪʃər]) е историческо, церемониално и административно графство в Централна Англия, регион Източен Мидландс. Граничи с Голям Манчестър, Западен Йоркшър и Южен Йоркшър на север, с Нотингамшър на изток, с Лестършър и Уоруикшър на юг и със Стафордшър и Чешър на запад. Център на административното графство Дарбишър е град Матлок.
Церемониалното графство Дарбишър включва административното и отделилия се през 1998 в единна администрация град Дарби. Историческото графство съвпада приблизително, но не напълно с церемониалното.